# Piper villosissimum
Piper villosissimum är en pepparväxtart som beskrevs av Truman George Yuncker. Piper villosissimum ingår i släktet Piper och familjen pepparväxter. Inga underarter finns listade i Catalogue of Life.